# ステラ・ムワンギ
ステラ・ニャンブラ・ムワンギ（Stella Nyambura Mwangi, 1986年9月1日 - ）は、ケニア・ナイロビ出身でノルウェー在住の歌手、ソングライター、ラッパーである。母国ケニアでのことや、1991年にノルウェーに移住した後に本人や家族が経験した差別に関する歌を多く作っている。作品は『アメリカン・パイ』や『セイブ・ザ・ラストダンス（Save the Last Dance）』といった映画や、『CSI: NY』、『スクラブス（Scrubs）』といったテレビシリーズにも用いられている。
Kisima賞、Clops賞、Jeermaan賞などの受賞歴があり、またメロディ・グランプリ2011で優勝したこともあり、ノルウェーでは人気が高い。8歳の頃から音楽を学び始め、歌唱のみではなくピアノの演奏もできる。ノルウェーの他にケニアやセネガル、ガンビアでもヒット作を持つ。

## ユーロビジョン・ソング・コンテスト2011
2011年、ユーロビジョン・ソング・コンテストのノルウェー国内予選であるメロディ・グランプリ2011に参加した。2011年2月12日、ステラ・ムワンギはメロディ・グランプリ2011で「Haba Haba」を歌って優勝を果たし、ドイツのデュッセルドルフで開かれるユーロビジョン・ソング・コンテスト2011のノルウェー代表となることが決まった。
優勝曲「Haba Haba」は2011年第6週のヒットチャートで首位となった。

## ディスコグラフィー

### アルバム
| 年     | 情報                                                                                               |
| ------ | -------------------------------------------------------------------------------------------------- |
| 2008年 | Living for Music - 発売: 2008年10月20日 - レーベル: MTG Productions - 形式: デジタル・ダウンロード |

### シングル
| 年     | 曲名           | チャート順位 | 収録アルバム     |
| 年     | 曲名           | NOR          | 収録アルバム     |
| ------ | -------------- | ------------ | ---------------- |
| 2007年 | "Take It Back" | —            | Living for Music |
| 2010年 | "Smile"        | —            |                  |
| 2011年 | "Haba Haba"    | 1            |                  |